# Wiktor Dróżdż
Wiktor Dróżdż – polski lekarz psychiatra, doktor habilitowany, profesor UMK, kierownik Katedry i Kliniki Psychiatrii w Collegium Medicum w Bydgoszczy (od roku 2021).

## Życiorys
Ukończył studia na I Wydziale Lekarskim Akademii Medycznej w Warszawie. Pracował w Wojewódzkim Szpitalu dla Nerwowo i Psychicznie Chorych im. dr Józefa Bednarza w Świeciu. W roku 2000 obronił pracę doktorską pod tytułem "Ilościowa i topograficzna analiza EEG u chorych na schizofrenię" (promotor: prof. Aleksander Araszkiewicz). W latach 2012–2021 kierował II Kliniką Psychiatrii w Wojewódzkim Szpitalu Zespolonym im. L. Rydygiera w Toruniu. 1 sierpnia 2021 objął funkcję kierownika Katedry i Kliniki Psychiatrii w Collegium Medicum w Bydgoszczy (w Szpitalu Uniwersyteckim nr 1 im. Antoniego Jurasza).